# Калкаман
Калкама́н (каз. Қалқаман) — село в Павлодарской области Казахстана. Находится в подчинении городской администрации Аксу. Административный центр и единственный населённый пункт Калкаманского сельского округа. Код КАТО — 551655100.
Находится в 75 км к юго-западу от Павлодара и в 72 км к западу от города Аксу. Расположено при пересечении канала Иртыш — Караганда железной дорогой. Село находится у трассы A-17.

## История
Населённый пункт был основан в 1952 году в связи со строительством железной дороги Акмолинск — Павлодар. В 1964 году железнодорожная станция Калкаман была преобразована в посёлок городского типа в связи со строительством канала Иртыш — Караганда, здесь находилось управление строительства канала, выходила газета «Голубая трасса». В 1970 году в Калкамане был введён в эксплуатацию завод дорожных машин «Дормаш», с 1971 года был освоен выпуск бульдозеров.
В 2005 году Калкаман был отнесён к категории сельского населенного пункта.

## Население
В 1985 году в Калкамане жили 7150 человек, в 1999 году население села составляло 4286 человек (2017 мужчин и 2269 женщин). По данным переписи 2009 года, в селе проживало 3145 человек (1505 мужчин и 1640 женщин).

## Известные жители
- Суптель, Иван Игнатьевич (1919—1975) — Герой Советского Союза